# Juan de la Concepción
Fray Juan de la Concepción Oviedo y Monroy, según otros Oviedo Monroy y Portocarrero o, como el propio autor firmaba, Juan de la Concepción Oviedo Monroy y Escuazafigo (Madrid, 13 de febrero de 1702 - Huelves, provincia de Cuenca, 5 de diciembre de 1753), fraile carmelita, luego trinitario, erudito y poeta español, que usaba los pseudónimos de Martín Ceverio, El patán de Carabanchel o El poeta oculto.

## Biografía
Hijo de Juan de Oviedo Monroy, natural de Trujillo, gentilhombre y consejero de Hacienda, y de doña Isabel Escuazafigo y Centurión, de Barcelona. Tomó el hábito carmelita descalzo a los diecisiete años en el Convento de San Hermegildo de Madrid, hizo el noviciado en Pastrana y luego pasó a la Universidad de Alcalá, donde fue lector de Filosofía y Teología y escritor y predicador de la Orden, llegando a ser su Secretario general, Calificador de la Inquisición y Consultor del infante cardenal Luis; todos estos cargos le granjearon grandes envidias que le hicieron perder la salud. Desde 1747 perteneció a la Real Academia Española y escribió su discurso de recepción en verso. Alcanzó gran fama como fácil versificador o "repentizador". Al respecto cuenta José Antonio Álvarez Baena en sus Hijos de Madrid (1799) lo siguiente:
Para su correspondencia y despacho de lo que se le encargaba, ya de los tribunales o ya de su religión, tenía siempre cinco o seis amanuenses, a quienes dictaba a un tiempo, sin embarazo, diferentes asuntos. Esto de dictar a cinco, seis o siete a un tiempo, y a cada uno en distinta especie de verso y diferente asunto, lo hacía frecuentemente en las casas de los Grandes que lo dispensaban mil honores, y particularmente Medina-Sidonia, ante los Duques, y en la de otros sujetos literatos.
Como además se contaba que poseía memoria eidética o fotográfica, llegó a llamársele "Monstruo de sabiduría y elocuencia". Discutió en verso sobre astrología con Diego de Torres Villarroel en algunos folletos. Quiso pasarse a la Orden de Trinitarios Calzados, y, conseguido gracias a un breve papal, sus enemigos insistieron en que repitiese el noviciado y murió cerca de Huelves cuando se dirigía a Cuenca para seguirlo. Fue amigo del poeta José Joaquín Benegasi y Luján, quien escribió en su homenaje una Fama póstuma (1754) en octavas que incluye un índice de sus obras en prosa y verso, que pasan de treinta. También escribió muchas cartas a su amigo y protector, el duque de Medina Sidonia. Según Emilio Palacios Fernández "su poesía es conceptuosa (a pesar de que él llamaba a quienes cultivaban este estilo «secta de los anochecidos») y tuvo casi siempre una provocante intención de crítica política y social, que ocultaba bajo pseudónimo, según recuerda Leopoldo Augusto de Cueto, como "El patán de Carabanchel", "El poeta oculto"... cuando aparecían en papeles volanderos más agresivos.

## Obras (incompleto)
- Epistola familiar: juicio sobre las Tardes criticas, que sin nombre de author, licencias, ni aprobaciones recientemente se han impresso, y publicado contra las Siestas de San Gil del m[uy] R[everendo] P[adre] Fr[ay] Joseph Torrubia, escribiala el r[everendísimo] p[adre] Fr[ay] Juan de la Concepción... sacala a luz don Martin Ceverio y Loynaz. Cádiz: por Tomás Pérez, [s. a.]
- Oración fúnebre que en las solemnes exequias, que se celebraron al excelentissimo señor D. Joseph del Campillo y Cossio... Madrid: Por Antonio Marín, 1744.
- Respuesta que da el M.R.P.M. Fray Juan de la Concepción, Carmelita descalzo, Secretario General de su sagrada Religión, al romance que le escribió D. Joseph de Villarroel desde Salamanca intitulado Para eterna memoria, publicado por el doctor don Diego de Torres Villarroel en el papel que intituló pascuas y aguinaldo y otro papel anonymo en assunto del sermón predicado por el dicho Padre en esta Ciudad y respuesta del Padre carmelita sacalos a luz don Diego López de Haro... Sevilla: Diego López de haro en su Imprenta real [1743]
- El Patan de Caravanchel: a quien en el siglo passado dioó muerte la malicia, oy resucitado, à impulsos del gozo, escrive al rey nuestro señor (que Dios guarde) el siguiente romance, Madrid: Librería de Alfonso Vindel [1746?]
- Oración del genero judicial que en la annual fiesta de desagravios dixo... en ocasión de haverse publicado la guerra contra Inglaterra... El P. Fr. Juan de la Concepción Oviedo Monroy y Escuazafigo... [S.l] [s.n.] 1740
- Resureccion del diario de Madrid, ó Nuevo cordon critico general de España: dispuesto contra toda suerte de libros, papeles, y escritos de contravando, cogido, por su desgracia, el papel de Don Diego de Torres, sobre los temblores de la Tierra, como primer estravío del Cordon..., Madrid: Luis Correa, mercader de libros, 1748.
- El piscator inmortal: almanack, y pronostico de quartos de luna para el año de 1748 Madrid, [1748?]
- Tribunal del parnasso: querella de Urania, y juicio de Apolo: almanak, y diario de quartos de luna para este año de 1751 Madrid: Imprenta del Mercurio [1751?]
- El poeta oculto, y español conocido, por el gozo explicado en el romance heroyco, a la exaltacion a el trono de nuestro Rey, y señor Don Fernando VI, [Madrid]: librería de Alfonso Vindel, [1746?]
- Tomo primero de sermones varios, Madrid: Manuel Fernández, 1740.
- Piscator comico para el año de 1745. O comedia astronomico-alegórica, intitulada: Guerra y paz de las estrellas. [S.l] [s.n.] 1744
- Piscator cómico ó comedia astronómico-alegórica, intitulada: Guerra y paz de las estrellas; [con un Entremes nuevo, El juez de los piscatores/ Del mismo autor ; y el Baile nuevo ; La astrologia de amor] [S.l] [s.n.] 1755